# Metal Gear Solid: The Twin Snakes
Metal Gear Solid: The Twin Snakes (яп. メタルギアソリッド ザ・ツインスネークス Мэтару Гиа Сориддо: Дза Цуин Сунэкусу) — ремейк одноимённой видеоигры в жанре стелс-экшен, разработанный студией Silicon Knights в 2004 году эксклюзивно для консоли Nintendo GameCube. The Twin Snakes базируется на игровом движке, на котором была разработана Metal Gear Solid 2: Sons of Liberty.
The Twin Snakes имеет значительно улучшенную графику, по сравнению с оригиналом, новые заставки за авторством режиссёра Рюхэя Китамуры, и некоторые новые функции геймплея, которые были позаимствованы из Metal Gear Solid 2: Sons of Liberty. Также, для игры был сделан новый перевод с японского и перезаписан английский дубляж.

## Игровой процесс

Солид Снейк в режиме от «первого лица» стреляет в Грея Фокса

Игрок, управляя главным героем Солидом Снейком (англ. Solid Snake), должен довести его из точки «А» в точку «Б», ориентируясь по радару, и, по возможности, не попасть на глаза врагу. Стандартные задачи сопровождаются решением загадок и поединками с боссами. Встреченные противники достаточно умны: они способны услышать шаги Снейка или самостоятельно выследить его по оставленным следам. Чтобы избежать встречи с ними, необходимо использовать игровые возможности и способности протагониста ― прислонившись к стене, можно выглянуть из-за угла и оценить ситуацию, оставаясь незамеченным; можно обойти охрану по вентиляционным шахтам; отвлечь внимание неприятеля поможет стук по стене. Если же Снейк обнаружен (попал в зону видимости охранника или камеры наблюдения), то звучит тревога и в локацию начинают непрерывно стягиваться вражеские солдаты. Расправиться с ними, имея подходящее оружие, довольно просто, но бессмысленно ― поток врагов бесконечен. Единственный способ пройти дальше — спрятаться где-нибудь и подождать, пока обратный отсчёт таймера тревоги не достигнет нуля.
Как и в Metal Gear, у Снейка имеется собственный инвентарь, в который на протяжении игры добавляются все найденные предметы. Среди них попадаются оригинальные вещи, как, например, картонные коробки (используя их, герой незамеченным пробирается мимо часовых) или сигареты (дают возможность обнаружить инфракрасные сенсоры, но очень быстро уменьшают линейку здоровья). Из-за того, что к концу игры в арсенале главного героя появляется тяжелое вооружение, такое, как Стингер (англ. Stinger), игровой процесс заметно меняется.
Геймплей претерпел незначительные изменения, были добавлены свежие наработки из Metal Gear Solid 2. Несмотря на это, все оригинальные области и месторасположения врагов были сохранены, но появились новые способы борьбы с ними, например, возможностью использовать перспективу от «первого лица». Вражеский искусственный интеллект также был значительно улучшен — теперь солдаты противника могли общаться друг с другом и обнаруживать игрока более «логично», с помощью переработанных функций «зрения и слуха».

## Разработка
Впервые о разработке The Twin Snakes стало известно в 2003 году. Компания Nintendo объявила, что созданием игры займётся канадская студия Silicon Knights, под руководством легендарных разработчиков: Хидэо Кодзимы (автор серии Metal Gear) и Сигэру Миямото (создатель Mario).
Хотя большую часть игры разрабатывала команда из Silicon Knights (в основном программирование), видеоролики и модели персонажей были созданы в студиях Konami. Эти ролики (новые кат-сцены, которых не было в оригинале — там всё было создано на движке игры) отражают фирменный почерк Konami: динамичный стиль, bullet time и кинематографичная хореография битв. Первоначально Silicon Knights сделали несколько роликов для игры, они были идентичны оригинальным, но Хидэо Кодзима забраковал их всех, переделав всё в своём стиле. Работа над саундтреком была разделена между студиями: одна часть музыки (игровые уровни) была записана Стивом Хенифом и сотрудниками Silicon Knights, в то время как другая (меню и заставки) — была создана персоналом из Konami, в том числе Норихико Хибино — композитором Metal Gear Solid 2.

## Озвучивание
Озвучивание было полностью перезаписано — всех персонажей озвучили оригинальные актёры, за исключением Грэя Фокса. Дэвид Хейтер убедил руководство Konami задействовать оригинальный актёрский состав. По словам Хейтера, основной причиной для перезаписи была цель повышения качества аудио и технический потенциал GameCube — звуковая плата приставки могла воспроизводить разные «посторонние шумы и звуки», которых не было в версии на PlayStation (из-за слабой технической составляющей консоли). В оригинальной игре Грея Фокса и Дональда Андерсона озвучивал один и тот же актёр — Грег Иглз. Тем не менее, в Twin Snakes, он «подарил» свой голос только Андерсону, в то время как Фокса озвучил Роб Полсен. Во время воспоминаний Снейка в Metal Gear Solid 4, использовалась новая версия озвучивания, поскольку оригинал не записывали в звуконепроницаемой студии. Кроме того, в The Twin Snakes и Metal Gear Solid 4 Мэй Линг и Наоми Хантер говорят с американским акцентом, в то время как в оригинальной Metal Gear Solid, они говорили с китайским и британским акцентами соответственно.

## Отзывы прессы
| Сводный рейтинг    | Сводный рейтинг |
| Агрегатор          | Оценка          |
| ------------------ | --------------- |
| GameRankings       | 85,58 %         |
| Metacritic         | 85/100          |
| Иноязычные издания |                 |
| Издание            | Оценка          |
| AllGame            | [ 17 ]          |
| GameSpot           | 8,2/10          |
| IGN                | 8,5/10          |

Как оригинальная Metal Gear Solid, ремейк также получил высокие оценки от игровой прессы: средняя оценка составляет 85,58 % и 85 баллов из 100 от сайтов GameRankings и Metacritic соответственно. Портал IGN поставил игре 8,5 баллов из 10, похвалив её превосходную графику и сравнив с просмотром эпичного фильма. Сайт GameSpot оценил игру в 8,2 балла из 10 возможных, Eurogamer поставил игре 8 из 10, а Gaming Age ранг A-. Американский игровой журнал Game Informer присудил The Twin Snakes 9,25 балла из 10, сославшись на улучшения в геймплее и графике, а также бережном использовании оригинального сюжета Журнал Nintendo Power присудил игре 94 балла из 100, подытожив: «Игра лучше оригинала во всех отношениях: улучшенный АИ, улучшенная графика, улучшенный звук, улучшенные пасхальные яйца и кат-сцены».
Несмотря на множество благоприятных отзывов, The Twin Snakes также подверглась критике. Сайт GamePro посетовал, что в игре заметно «проседание FPS и подтормаживание, которые происходят, когда в кадре присутствует большое количество врагов». Новые элементы геймплея из MGS2 также подвергались критике за ненадобностью, так как дизайн уровней практически не изменился по сравнению с Metal Gear Solid. «Они портят всю хардкорность… и сводят на нет, по крайней мере, битву с одним из боссов» — сокрушался Марк Макдональд из Electronic Gaming Monthly.
В январе 2009 года журнал Game Informer поставил The Twin Snakes на 11-е место в своём списке «25 величайших игр для GameCube».